# تلفزيون الصين المركزي
تلفزيون الصين المركزي (بالصينية: 中国中央电视台) (China Central Television، اختصاراً CCTV) هو التلفزيون والإذاعة الرئيسية الرسمية في الصين . تلفزيون الصين المركزي لديه شبكة من 22 قنوات تبث برامج مختلفة، ويمكن الوصول إلى أكثر من مليار مشاهد. معظم برامجها هي مزيج من الوثائقية والكوميديا والترفيه والدراما، ومعظمها يتكون من المسلسلات التلفزيونية الصينية والترفيه. هذه المحطة هي واحدة من مراكز الدعاية الرسمية للحكومة الصينية، وتقدم تقاريرها مباشرة إلى مسؤولين رفيعي المستوى في الحزب الشيوعي الصيني.

## القنوات
تملك CCTV ما مجموعه 22 قناة تلفزيونية (جميعها ناطقة بالصينية إلا القنوات العالمية) و هي:
- تلفزيون الصين المركزي CCTV-1 : قناة عامة
- تلفزيون الصين المركزي CCTV-2 : قناة اقتصاد
- تلفزيون الصين المركزي CCTV-3 : قناة مختلفة للتسلية والفنون
- تلفزيون الصين المركزي CCTV-4 : قناة عامة عالمية ناطقة بالصيني
- تلفزيون الصين المركزي CCTV-5 : قناة رياضة
- تلفزيون الصين المركزي CCTV-6 : قناة سينما
- تلفزيون الصين المركزي CCTV-7 : قناة للفلاحين والجيش
- تلفزيون الصين المركزي CCTV-8 : قناة مسلسلات
- تلفزيون الصين المركزي CCTV-9 : قناة وثائقية ناطقة بالصينية والإنجليزية
- تلفزيون الصين المركزي CCTV-10 : قناة علوم وتكنولوجيا وتعليم
- تلفزيون الصين المركزي CCTV-11 : قناة أوبرا تقليدية ومسرح
- تلفزيون الصين المركزي CCTV-12 : قناة الشركات والقانون
- تلفزيون الصين المركزي CCTV-13 : قناة أخبار
- تلفزيون الصين المركزي CCTV-14 : قناة أطفال
- تلفزيون الصين المركزي CCTV-15 : قناة موسيقى
- تلفزيون الصين المركزي CCTV-22 : قناة عامة (بتقنية عالية الجودة "HD")
- تلفزيون الصين المركزي CCTV-3D : قناة ثلاثية الأبعاد "3D"
- سي جي تي إن : قناة عامة عالمية ناطقة بالإنجليزية
- سي جي تي إن الإسبانية : قناة عامة عالمية ناطقة بالإسبانية
- سي جي تي إن الفرنسية : قناة عامة عالمية ناطقة بالفرنسية
- سي جي تي إن العربية : قناة عامة عالمية ناطقة بالعربية
- سي جي تي إن الروسية : قناة عامة عالمية ناطقة بالروسية

## وصلات خارجية
- تلفزيون الصين المركزي نسخة محفوظة 16 يونيو 2010 على موقع واي باك مشين. (بالعربية)